# Patricia Gasppar
Patrícia Gasppar (Belo Horizonte, 28 de janeiro de 1961), é uma atriz, diretora e roteirista brasileira

## Biografia
Nascida em Belo Horizonte, MG. Começou a trabalhar em televisão aos 10 anos, na TV Cultura, em São Paulo, onde co-apresentava ao lado do pai, o jornalista Carlos Gaspar, o programa Brasil, esse desconhecido. Teve formação em dança clássica e contemporânea, canto  e cursou a EAD (Escola de Arte Dramática – USP/SP) se profissionalizando como atriz em 1984. Desde então já atuou em 29 espetáculos teatrais, 2 novelas, 1 seriado, dirigiu 2 espetáculos, participou de 5 programas de televisão. É também roteirista e professora de interpretação. Mais recentemente contracenou com Cleyde Yáconis, em Caminho Para Meca, com Irene Ravache em A Reserva; atuou no Projeto Aprendiz de Maestro , na Sala São Paulo,  participou da série Desprogramado, do Multishow e fez colaboração de texto em Rotas Alteradas, peça inédita de Marta Góes.

## Carreira

### Atuação no teatro
| Ano  | Nome                          | Autor                                                                             | Direção           |
| ---- | ----------------------------- | --------------------------------------------------------------------------------- | ----------------- |
| 2010 | Mulheres Que Bebem Vodka      | Victor Hugo Rascal Banda                                                          | Lígia Cortez      |
| 2010 | As Meninas                    | Lygia Fagundes Telles                                                             | Yara de Novaes    |
| 2010 | Projeto Aprendiz de Maestro   | Andrá Bassit                                                                      | Regina Galdino    |
| 2009 | O Caminho Para Meca           | Athol Furgard                                                                     | Yara de Novaes    |
| 2008 | A Reserva                     | Marta Góes                                                                        | Regina Galdino    |
| 2008 | Acorda Brasil                 | Antônio Ermírio de Moraes                                                         | José Possi Neto   |
| 2006 | Ricardo III                   | William Shakespeare                                                               | Roberto Lage      |
| 2006 | Carícias                      | Sergi Belbel                                                                      | Marcia Abujamra   |
| 2004 | Turistas e Refugiados         | Marta Góes e Renata Mello                                                         | Renata Mello      |
| 2003 | Reduzida Records              | Maurício Guilherme                                                                | Noemi Marinho     |
| 2002 | Futilidades Públicas          | Patrícia Gasppar                                                                  | Elias Andreato    |
| 2001 | Dia das Mães                  | Jeff Baron                                                                        | Paulo Autran      |
| 1998 | Assembléia de Mulheres        | Aristófanes                                                                       | Moacyr Góes       |
| 1996 | Arsênico e Alfazema           | Joseph Kesselring                                                                 | Roney Fachini     |
| 1995 | Guerreiras do Amor            | Domingos de Oliveira                                                              | Celso Frateschi   |
| 1995 | Aguaderia                     | Patrícia Gasppar                                                                  | Vivien Buckup     |
| 1994 | Almanaque Brasil              | Noemi Marinho                                                                     | Noemi Marinho     |
| 1993 | Futilidades Públicas          | Patrícia Gasppar                                                                  | Elias Andreato    |
| 1992 | De Pernas Pro Ar              | Flávio de Souza                                                                   | Flávio de Souza   |
| 1990 | Corações Desesperados         | Flávio de Souza                                                                   | Elias Andreato    |
| 1988 | Levada da Breca               | Flávio de Souza                                                                   | Elias Andreato    |
| 1987 | Prepare Seus Pés Para O Verão | Marta Góes                                                                        | Gecilia Sampaio   |
| 1986 | Divina Encrenca               | Geraldo Carneiro                                                                  | Roberto Lage      |
| 1985 | O Gosto da Própria Carne      | Albert Inauratto                                                                  | Roberto Lage      |
| 1985 | Tanzi: Uma Mulher No Ringue   | Claire Lickan                                                                     | Roberto Lage      |
| 1985 | Auto do Frade                 | João Cabral Melo Neto                                                             | Augusto Francisco |
| 1984 | Zá-Zâm                        | Augusto Francisco                                                                 | Marcio Aurélio    |
| 1983 | Banque que se Splanck         | Textos de Eugene Ionesco, Fernando Arrabal, Oswald de Andrade e Augusto Francisco | Roberto Lage      |
| 1982 | Baal                          | Bertolt Brecht                                                                    | Marcio Aurélio    |
| 1981 | As Troianas                   | Eurípedes                                                                         | Celso Frateschi   |
| 1980 | A Gema Do Ovo Da Gema         | Silvia Orthof                                                                     | Irene Ravache     |

### Atuação na televisão
| Ano         | Nome                       | Personagem       | Direção Geral           | Emissora                     |
| ----------- | -------------------------- | ---------------- | ----------------------- | ---------------------------- |
| 2025        | Mundo da Lua               | Berê             | João Daniel Tikhomiroff | TV Cultura                   |
| 2025        | Beleza Fatal               | Ramona           | Maria de Médicis        | Max                          |
| 2017        | Máximo & Confúcio          | Biloca Jacarandá | Eliana Fonseca          | TV Cultura                   |
| 2014        | Chiquititas                | Graziele Tavares | Reynaldo Boury          | SBT                          |
| 2010        | Desprogramado              |                  | Daniel Augusto          | Multishow                    |
| 2007        | Dance Dance Dance          | Dirce Xavier     | Del Rangel              | Band                         |
| 2006        | Copas de Mel               |                  | Luiz Villaça            | TV Globo                     |
| 2005        | Os Ricos Também Choram     | Tolosa           | Henrique Martins        | SBT                          |
| 2003        | É Show de Adriane Galisteu |                  |                         | RecordTV                     |
| 2000        | Telecurso 2000             |                  |                         | TVN/Fundação Roberto Marinho |
| 1994        | Castelo Rá-Tim-Bum         | Caipora          | Cao Hamburguer          | TV Cultura                   |
| 1993        | Dicas de Verão 93          |                  | Fabio Magliavoglia      | RecordTV                     |
| 1990 a 1992 | TV Mix                     |                  | Fernando Meirelles      | TV Cultura                   |
| 1990 a 1992 | Revistinha                 |                  | Eliana Barbosa          | TV Cultura                   |
| 1990 a 1992 | Rá-Tim-Bum                 |                  | Fernando Meirelles      | TV Cultura                   |
| 1971 e 1972 | Brasil, Esse Desconhecido  |                  |                         | TV Cultura                   |

### Atuação em cinema
| Ano  | Nome                                       | Tipo            | Direção                                 |
| ---- | ------------------------------------------ | --------------- | --------------------------------------- |
| 2021 | Ciao                                       | longa-metrtagem | Gui Dantas e Cristiano Calegari         |
| 2010 | O Vôo Da Avestruz                          | curta-metragem  | Clara Izabela e Zé Iniê                 |
| 2002 | Lembranças do Futuro                       | curta-metragem  | Flávio de Souza co-direção Luiz Villaça |
| 2001 | Domésticas                                 | longa-metragem  | Fernando Meirelles e Nando Olival       |
| 1995 | A Origem dos Bebês segundo Kiki Cavalcanti | curta-metragem  | Anna Muylaert                           |
| 1991 | A Revolta Dos Carnudos                     | curta-metragem  | Eliana Fonseca                          |
| 1987 | Uma Noite com Oswald                       | média-metragem  | Inácio Zatz e Ricardo Dias              |
| 1986 | A Dama Do Cine Shangai                     | longa-metragem  | Guilherme de Almeida Prado              |
| 1986 | A Bicharada Da Dra. Schwartz               | curta-metragem  | Regina Redha                            |
| 1985 | With A Lot Of Kisses                       | curta-metragem  | Eliana Fonseca                          |
| 1984 | Projeto Veterinária                        | média-metragem  | Michael Ruman                           |

### Atuação em direção
| Nome                   | Autor              |
| ---------------------- | ------------------ |
| Mammy Vai À Lua        | Mira Haar          |
| Beldades de 96         | Mauricio Guilherme |
| Fica Comigo Esta Noite | Flávio de Souza    |
| A Moça Que Falou assim | Marta Góes         |
| Camila Baker           | Emilio Boechat     |
| Doce Deleite           | Alcione Araujo     |
| Uma Peça Por Outra     | Jean Tardieau      |